# Thérèze Gamassa
Élise Thérèze Gamassa, née M'Boumba le 3 février 1942 à Ndigui (Sibiti) dans le département de la Kékoumou et morte le 23 septembre 2023 à Longjumeau (Essonne),, est une femme politique congolaise ayant milité pour le droit des femmes au Congo.

## Carrière dans l'enseignement
Thérèze Gamassa vient d'une famille modeste de Sibiti. Elle étudie à l'école normale des institutrices de Mouyondzi (Bouenza) et exerce ensuite à l’École des cadres de Brazzaville de 1962 à 1974, puis à l’École Félix-Tchikaya à Pointe-Noire jusqu'en 1976. Elle suscite des vocations des jeunes et en particulier de jeunes filles.
Jeune, elle s'engage à l'Union générale des étudiants du Congo (UGEC).

## Parcours politique

### Présidente de l'UFPC
Après la révolution du 13 au 15 août 1963, elle préside l'Union des femmes panafricaines (UFPA) qui disparait rapidement.
Elle intègre ensuite l'Union révolutionnaire des femmes de Congo (URFC) où elle chapeaute le département chargé de l'éducation qui lui permet de soutenir la cause des femmes. Puis, en faveur du mouvement du 5 février 1979, elle prend la présidence du mouvement où elle siège 12 ans jusqu'en 1984,.
En juillet 1991, le professeur Pascal Lissouba crée l'Union panafricaine pour la démocratie sociale (UPADS) et lui propose la présidence et la présidence d'honneur à son époux Pascal Gamassa.

### Présidente du PCT
De 1984 à 1991, elle est membre du comité central du Parti congolais du travail (PCT). Elle peut ainsi poursuivre sa mission comme Secrétaire générale de l'URFC.
En 1990 après le 4ème Congrès du PCT, elle intègre le bureau politique du PCT où elle milite notamment pour les droits des femmes au Congo.
Le 19 janvier 2010, elle est nommée dans le comité d'organisation du cinquantenaire de l'indépendance de la république du Congo.
Du 28 au 31 juillet 2010, elle coordonne le Forum national des femmes à Brazzaville, à l’issue duquel, elle publie le livre La place et le rôle des femmes dans la société congolaise de 1960 à 2010 : bilan et perspectives avec Jeanne Dambendzet et Scholastique Dianzinga à Paris aux éditions de L'Harmattan. Cet ouvrage a pour but de mettre à disposition des femmes du pays les outils nécessaire pour éduquer les générations, affronter le quotidien et se battre pour leurs droits.
Son dévouement la font comparer à la figure de Mère Dorcas, car son engagement engagement était aussi bien politique que familial envers ses 6 enfants. On se souvient d'elle aussi comme d'une femme ayant fait son « devoir de parole » selon les mots de Martial De-Paul Ikounga.

## Publications
- Élise Thérèse Gamassa, Jeanne Dambendzet et Scholastique Dianzinga, La place et le rôle des femmes dans la société congolaise de 1960 à 2010 : bilan et perspectives, Paris, L'Harmattan, 2010 (ISBN 978-2-296-54336-2).

## Décorations
- 6 octobre 2023 : une cérémonie d'hommage lui est rendue en présence de l'administrateur-maire de Komono, du membre du comité central du PCT Hortance Bouanga et du président de la république du Congo Denis Sassou N'Guesso[2].
- 4 février 1988 : élevée au titre de grande officière de l'ordre du Mérite congolais, après avoir été commandeure par le décret n°88/080[2]